# Wuluo
Wuluo (chiń. 武羅) – bóstwo w mitologii chińskiej.
Postać Wuluo opisuje w dwóch miejscach Księga Gór i Mórz. Podaje ona, że stworzenie to ma postać podobną do ludzkiej, o wąskiej talii. Charakteryzuje się też białymi zębami. Uszy swe ozdabia kolczykami. Od człowieka odróżnia się cętkowanymi umaszczeniem, dzięki któremu przypomina też lamparta. Głos tej postaci przypominać ma dźwięczenie nefrytu.
Künstler zwraca tutaj uwagę na poglądy badaczy chińskich, jak Yuan Ke, którzy zauważają, że większość z wymienionych wyżej cech (wąska talia, białe zęby, kolczyki w uszach, głos jak dźwięk nefrytu) to cechy kobiece, a nie męskie. Na tej podstawie wnioskują, że opisywane bóstwo jest kobietą. Künstler uważa to za ważne, przypominając, że większość chińskiego panteonu to bóstwa męskie.
Bóstwo ma za zadanie strzec Tajemnej Stolicy Cesarza, leżącej na górze Qingyao.